# Condado de Anderson (Tennessee)
El condado de Anderson (en inglés: Anderson County, Tennessee), fundado en 1801, es uno de los 95 condados del estado estadounidense de Tennessee. En el año 2000 tenía una población de 71 330 habitantes con una densidad poblacional de 82 personas por km². La sede del condado es Clinton.

## Geografía
Según la Oficina del Censo, el condado tiene un área total de 893 km² (344,8 mi²), de la cual 874 km² (337,5 mi²) es tierra y 19 km² (7,3 mi²) es agua.

### Condados adyacentes
- Condado de Campbell norte
- Condado de Union noreste
- Condado de Knox sureste
- Condado de Roane suroeste
- Condado de Morgan oeste
- Condado de Scott noroeste

### Turismo
El Condado de Anderson tiene una industria turística floreciente, gracias a las atracciones más importantes, como Norris Lago, el Museo de los Apalaches y Museo Americano de Ciencia y Energía.

## Demografía
En el 2000 la renta per cápita promedia del condado era de $35,483, y el ingreso promedio para una familia era de $42,584. El ingreso per cápita para el condado era de $19,009. En 2000 los hombres tenían un ingreso per cápita de $30,710 contra $23,467 para las mujeres. Alrededor del 13.10 % de la población estaba bajo el umbral de pobreza nacional.

## Lugares

### Ciudades y pueblos
- Clinton
- Lake City
- Norris
- Oak Ridge
- Oliver Springs

### Comunidades no incorporadas
- Andersonville
- Briceville
- Claxton
- Rosedale
- Marlow
- Devonia
- Fork Mountain
- Fraterville